# Дом Франка

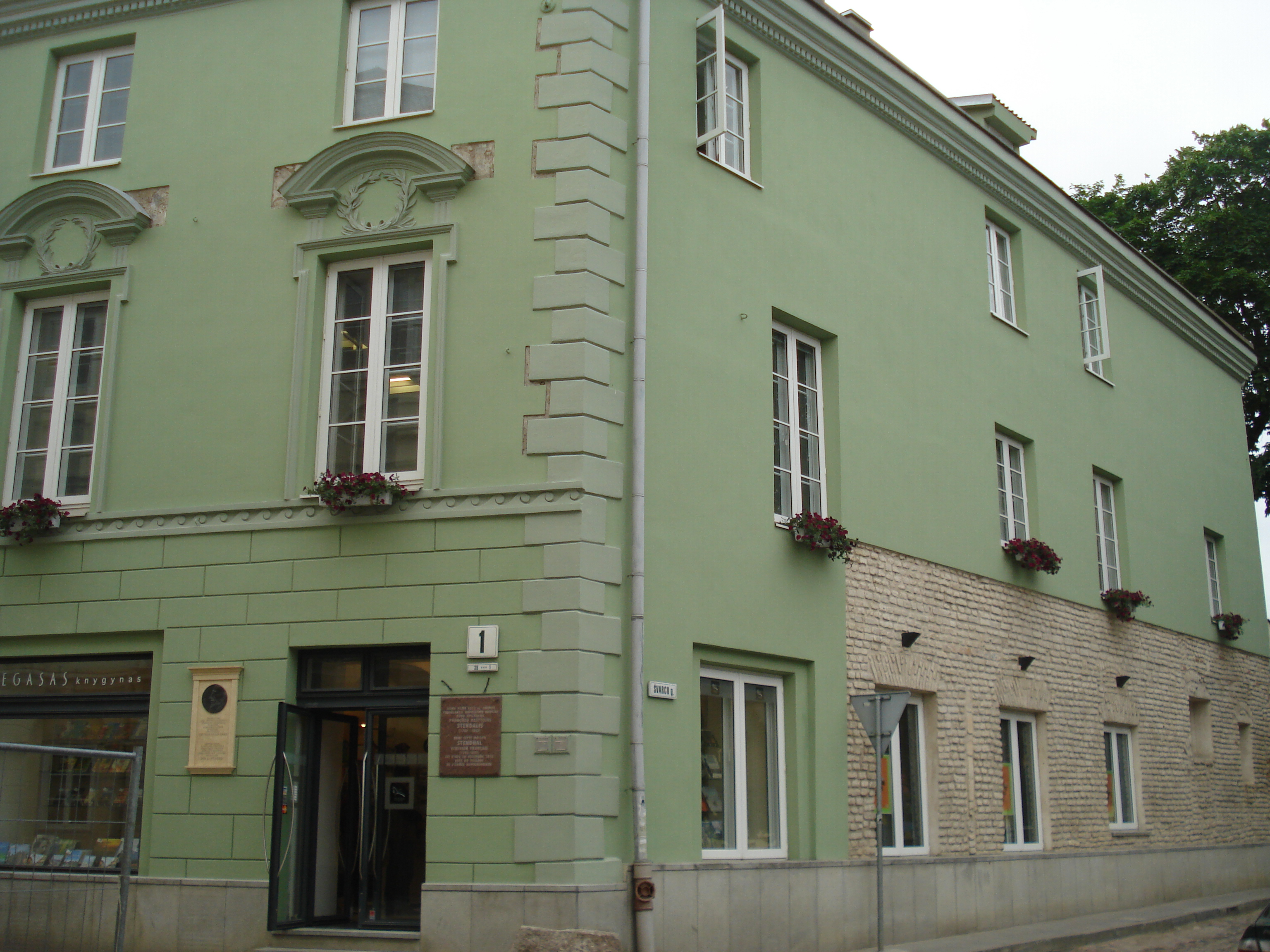
Дом Франка

Дом Фра́нка — одна из достопримечательностей Вильнюса, памятник архитектуры с сохранившимися с чертами готики, барокко, классицизма; известный по мемуарам и краеведческой литературе дом, в котором жили профессора Виленского университета, останавливался Стендаль, во время Второй мировой войны и до ареста в 1949 году проживал русский мыслитель и историк Л. П. Карсавин. Дом располагается в Старом городе на углу улиц Диджёйи (Didžioji g. 1) и Шварцо (Švarco g.), в советское время — ул. Горького 29/2, угол перекрёстка Сянасис, неподалёку от Пятницкой церкви и напротив дворца Ходкевичей (Вильнюсская картинная галерея). Своим названием дом обязан проживавшему в нём учёному медику Йозефу Франку, пользовавшемуся особой популярностью у виленских жителей в первой четверти XIX века. Ныне здесь располагается посольство Франции и Французский культурный центр. Комплекс зданий из шести корпусов и оштукатуренной кирпичной ограды XVIII века, образующих дом Франка, является охраняемым государством объектом культурного наследия регионального значения и охраняется государством; код в Регистре культурных ценностей Литовской Республики 672.

## История

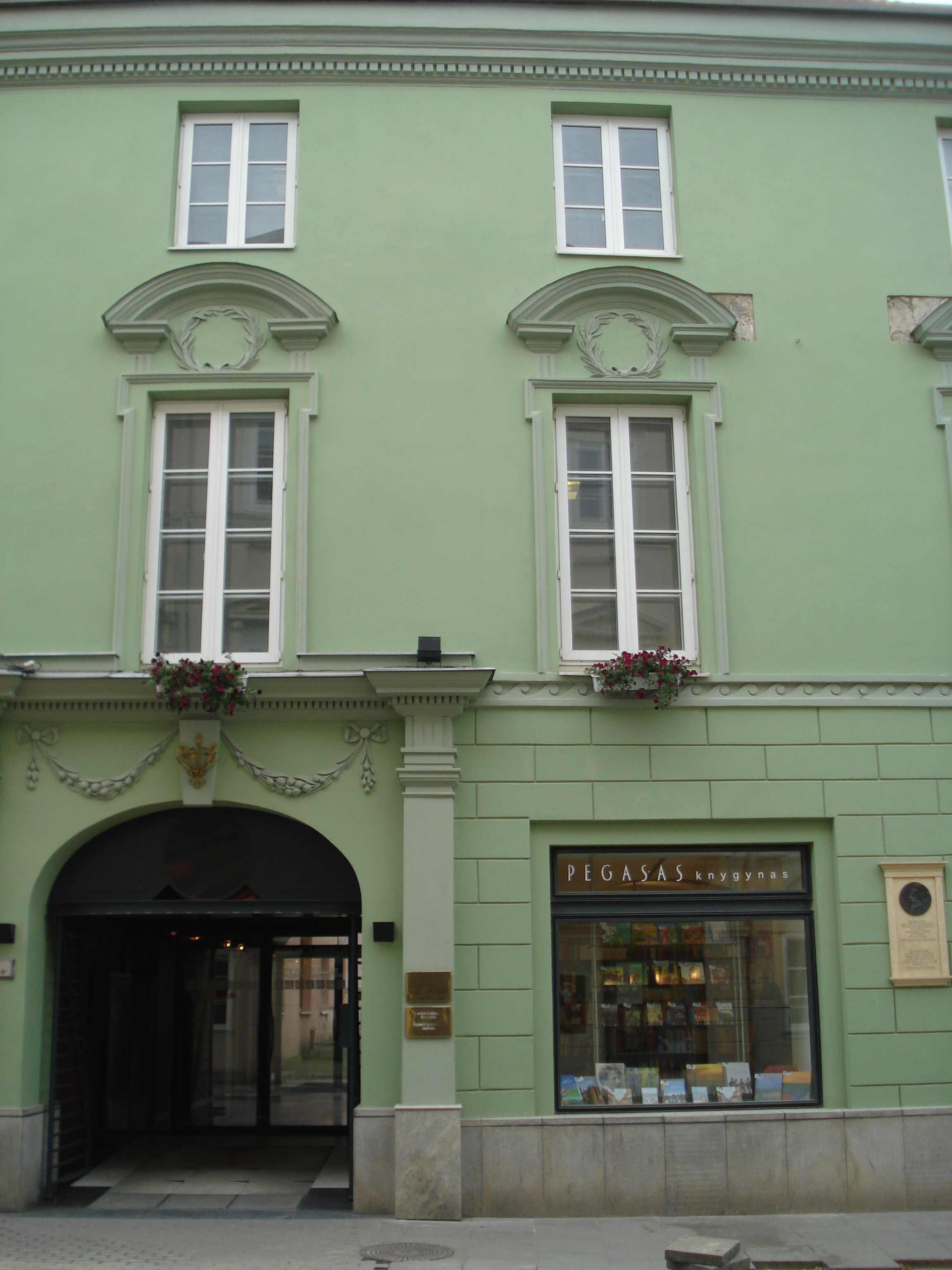
Дом Франка

В начале XVI века на месте этого здания было несколько каменных, возможно и деревянных, строений разных владельцев. В документах владение впервые упомянуто  1534 году, когда София Гоштовт подарила одному из своих слуг деревянный дом в переулке Шварца, стоявший в отдалении от улицы Большой. В 1549 году этот дом уже принадлежал доминиканцам. Они продали его Сигизмунду Августу, который, приобретя в 1558 году стоявший по соседству каменный дом, подарил оба здания своему каштеляну. Тот соединил их с двумя другими своими зданиями. Комплекс зданий менял владельцев и конфигурацию. В 1612—1619 годах очередной владелец Евстафий Волович дом отремонтировал и расширил, после чего каменное здание с двором приобрёл епископ Мельхиор Эльяшевич, а в 1636 году всё постройки и двор достались иезуитам. После пожаров, перестроек, упразднения ордена иезуитов (1773) и смен владельцев в конце XVIII века — начале XIX века формирование общего плана комплекса зданий и отдельных строений завершилось: закончено строительство южного и западного корпусов, достроен третий этаж восточного корпуса.
Дом, принадлежавший семейству Прозоров, в 1804 году приобрёл императорский Виленский университет под профессорские квартиры. В 1807 году дом реконструировал архитектор Михал Шульц приспособил его под квартиры профессоров.

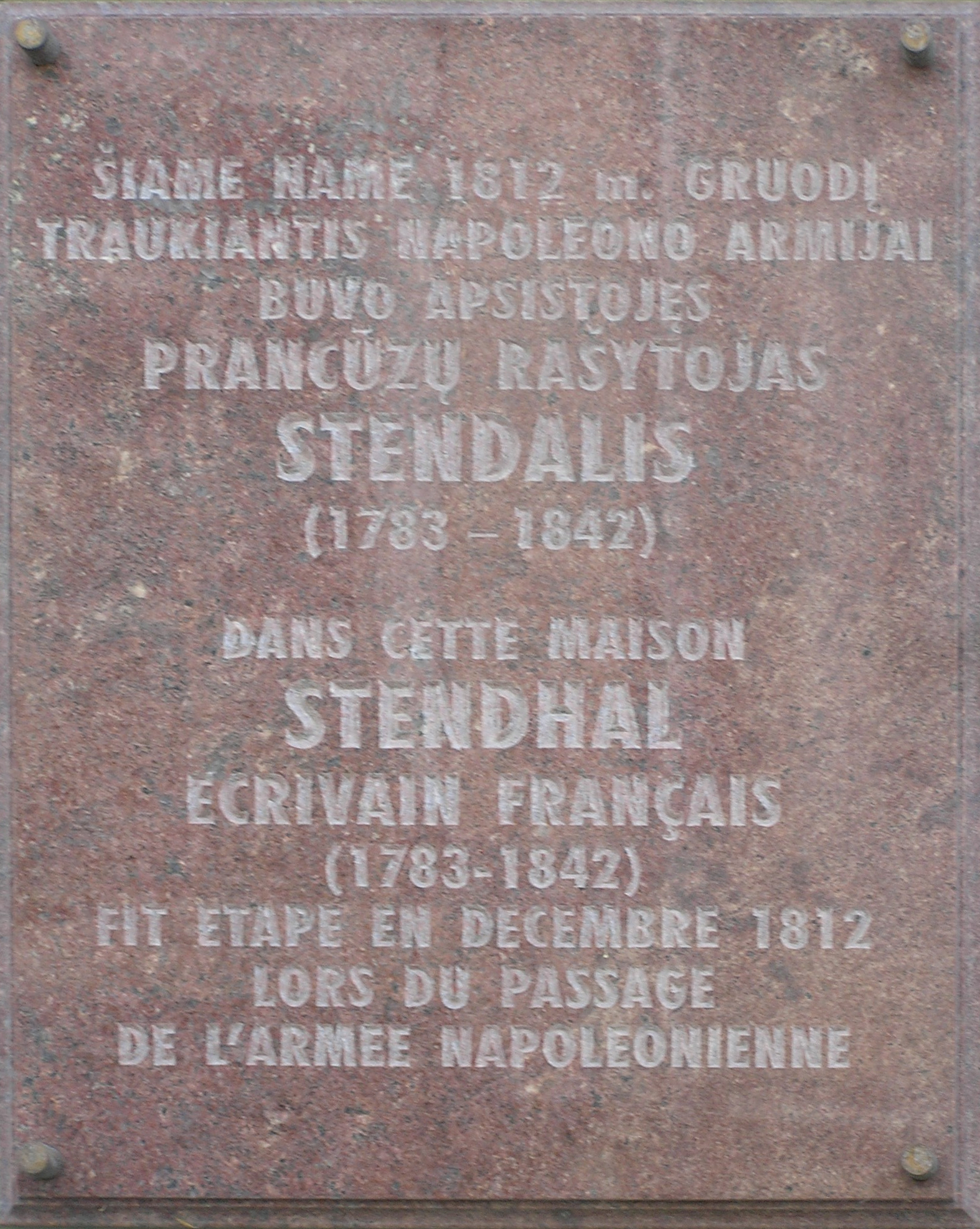
Мемориальная доска в память пребывания Стендаля

В удобном десятиквартном доме с конюшней, пятью каретными, огородом поселился профессор медицины Йозеф Франк (Юзеф Франк, Иосиф Франк). Он переселился в Вильну из Вены в 1804 году вместе с отцом Иоганном Петером Франком (Пётр Франк), в следующем году вытребованным в Санкт-Петербург. Йозеф Франк прожил в квартире на втором этаже восточного корпуса двадцать лет (по 1823 год). В 1804—1823 годах он преподавал в Виленском университете патологию и специальную терапию. С 1805 года Франк руководил клиникой, учреждённой его отцом. По его инициативе было образовано Виленское медицинское общество (1805), основан Институт материнства (1809), Институт вакцинации, музей патологической анатомии, амбулатория. Профессор Франк пользовался большой популярностью среди виленских жителей, его часто навещали преподаватели и студенты, артисты и литераторы, поэтому и за домом закрепилось его имя, хотя он и не был его собственником.
В одном из корпусов дома Франка действовала студия графики профессора Изидора Вейса (Исидор Вейсс, Вайс). В июне — июле 1812 года в этом здании останавливался интендант французской армии Анри Мари Бейль, более известный как писатель Стендаль. Одновременно в квартире Франка поселился главный казначей французской армии. Установленная на стене восточного фасада мемориальная доска на французском и литовском языках гласит, что в этом доме при отступлении армии Наполеона останавливался Стендаль в декабре 1812 года.
В этом же доме в 1811—1832 годах жил скульптор Казимир Ельский. Он в это время (1811—1826) преподавал в Виленском университет (с 1816 года заведующий кафедрой скульптуры, профессор). В это время им были созданы три аллегорических фигуры и барельеф тимпана портика церкви евангелистов-реформатов, памятник Иерониму Стройновскому в костёле Святых Иоаннов, бюсты Анджея и Яна Снядецких, Мартина Почобута, Франциска Смуглевича, Яна Рустема.
В 1823—1838 годах в этом же доме проживал биолог, химик, медик Анджей Снядецкий, профессор Виленского университета, в котором он преподавал химию, заведовал кафедрой терапии и клиникой. Около 1824 года дом ремонтировался; фасады с тех радикально не перестраивались и приобретённый в то время вид сохранили до наших дней. В 1842 году у здание было передано в ведение Белорусского учебного округа. Здесь был оборудован закрытый ведомственный Педагогический музей. Часть здания была отведена под жилые помещения чиновников управления учебного округа. В 1919 году в этом доме поселились преподаватели Университета Стефана Батория.
В 1940—1949 годах в этом доме до ареста советскими репрессивными органами жил русский философ, историк европейской культуры, профессор Лев Карсавин. 17 октября 2005 года на фасаде дома была открыта памятная доска из песочно-розового мрамора с барельефом учёного (работа скульптора Ромуалдаса Квинтаса) и с текстом на литовском и русском языках.
В настоящее время в Доме Франка располагается Французский культурный центр, в северном корпусе — посольство Франции.

## Архитектура
Восточный фасад дом Франка выходит на улицу Диджёйи, северный — на улицу Шварцо (в советское время переулок Сянасис), с запада и с юга примыкает к другим зданиям фасада. Дом состоит из шести корпусов, окружающих двор неправильной формы. В восточном корпусе (на углу улиц Диджёйи и Шварцо) и северо-западном (на улице Шварцо, между западным и северным корпусами) сохранились элементы готической архитектуры. Северный корпус барочный. Юго-восточный корпус относится к эпохе барокко, южный — к периоду классицизма.
Каменный забор вдоль улицы Шварцо, соединяющий восточный корпус с северо-западным, значительно изогнут.
Восточный и юго-восточный корпуса трёхэтажные, остальные — двухэтажные. Наиболее примечательный в архитектурном отношении восточный фасад создан Михалом Шульцем в 1807 году в стиле классицизма. Угол дома отделан белым рустом. Весь корпус опоясывает широкий зубчатый карниз. Расположенный асимметрично подъезд подчёркивают дорические пилястры, антаблемент и рельефные гирлянды. Первый и второй этажи отделены полосой меандров. Большие окна второго этажа украшают обрамления и лепные орнаментные венки в тимпанах.